# 阿尔维林
阿尔维林，分子式C20H27N，化学名：N-乙基-N-(3-苯丙基)苯丙胺，是一种治疗功能性胃肠病（FGID）的药物。